# Израильская прута
Израильская прута́ (ивр.  פרוטה הישראלית‎) — разменная денежная единица, выпускавшаяся в Израиле с 1949 по 1956 год, равная первоначально 1⁄1000 палестинского фунта, а с 1952 года — 1⁄1000 израильского фунта. Названа в память о монетах, выпуск которых был начат во времена династии Хасмонеев (примерно с середины II века до н. э.) и прекращён в конце I века н. э. Название встречается в текстах Мишны и Талмуда.
В 1960 году была введена новая разменная денежная единица — агора. Денежные знаки в прутах утратили силу законного платёжного средства:
- банкнота в 500 прут Национального банка Израиля обр. 1952 года — 7 февраля 1961;
- монеты в прутах и бумажные денежные знаки Министерства финансов — 22 февраля 1980;
- банкнота в 500 прут Банка Израиля обр. 1955 года — 31 марта 1984.

## Бумажная прута
В первые годы существования Израиля в стране ощущалась резкая нехватка в повседневном обращении мелких денег для размена. Из-за отсутствия металла, нужного оборудования и специалистов министр финансов Элиэзер Каплан решил выпустить в оборот бумажные деньги мелкого (монетного) номинала.

### Бумажная прута министерства финансов Израиля
Так, в 1948—1953 годах поступили в обращение 50 и 100 миллей, а затем 50, 100 и 250 прут. Дизайн для них выполнили И. Давид и братья Шамир. Печатала первые выпуски типография «Левин — Эпштейн» в Тель-Авиве, на бумаге низкого качества, без водяных знаков. Так минфин получил дополнительное время на подготовку к выпуску металлических монет.

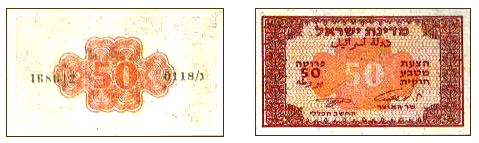
50 прут 1952 года выпуска
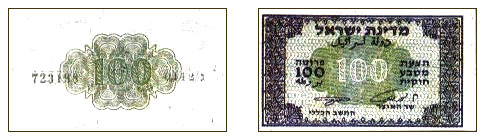
100 прут 1952 года выпуска
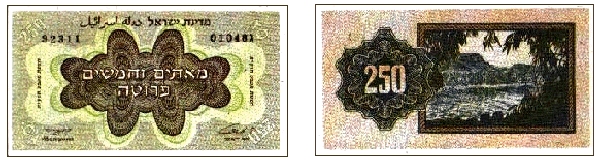
250 прут 1956 года выпуска

### Банкноты Национального банка Израиля
В 1952 году Национальный банк Израиля (ивр. בנק לאומי לישראל‎; англ. Bank Leumi Le-Israel) выпустил денежную серию, в которой имелась банкнота достоинством 500 прут. Она заменила банкноту достоинством 500 миллей Англо-Палестинского банка. Для экономии средств дизайн банкнот, выполненный Американской банкнотной компанией, остался тот же и был основан на различных комбинациях готовых клише, имевшихся на складе компании, причём некоторые из них уже были ранее использованы при печати банкнот для Китая. Изменился лишь цвет.

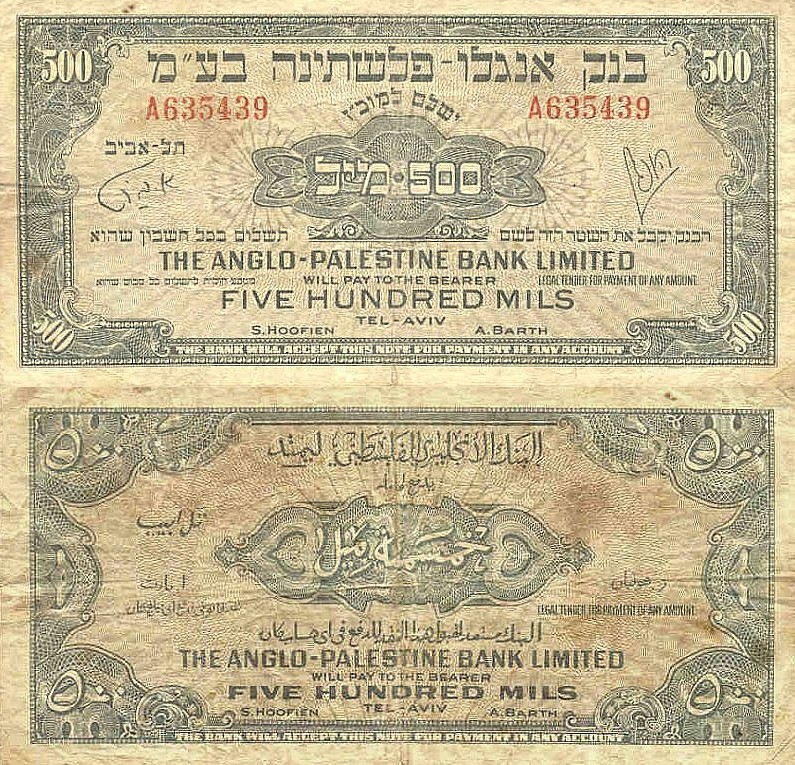
500 миллей Англо-Палестинского банка 1948 года выпуска
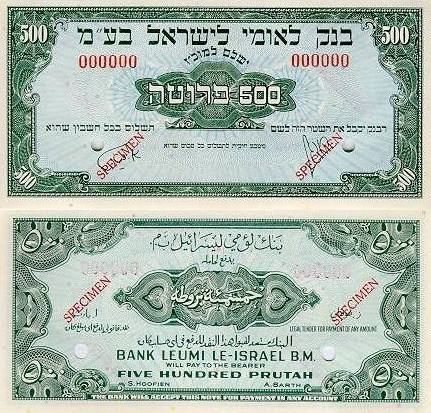
500 прут Национального банка Израиля 1952 года выпуска

### Банкноты Банка Израиля
По инициативе первого председателя банка Давида Горовица в 1955 году вошла в обращение первая выпущенная Банком Израиля денежная серия, в которой имелась банкнота достоинством 500 прут. Дизайн выполнила фирма Thomas de la Rue and Co из Лондона. Было решено изобразить на банкноте развалины старинной синагоги в деревне Барам (Верхняя Галилея) и два цикламена. Банкнота несла на себе водяные знаки: семисвечник менора (символ Израиля) и цикламены.

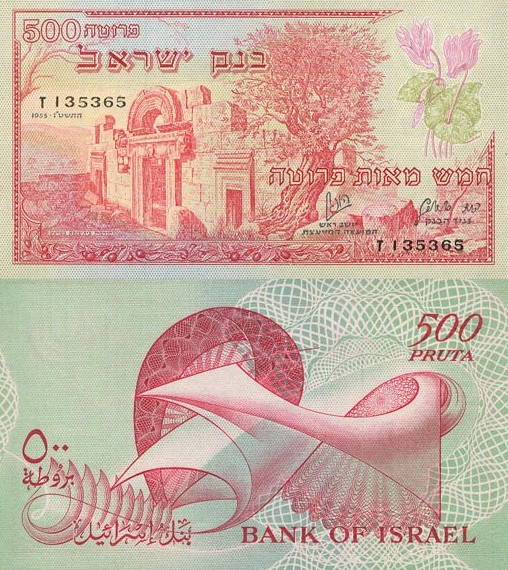
500 прут Банка Израиля 1955 года выпуска

## Металлическая прута
Израильское общество нумизматов предложило министерству финансов Израиля свою помощь в создании эскизов новых монет. Члены общества Леон Кадман и Ханан Павел решили принять за основу древние монеты времён антиримского восстания (60—70-е годы н. э.), Бар-Кохбы (132—135 годы н. э.) и др., а художник-график Отте Валлиш выполнил рабочие эскизы. После утверждения документации министром финансов Элиезером Капланом началась чеканка монет. По досадному недоразумению название монеты было отчеканено в единственном числе «прута́» («פרוטה») вместо множественного, на иврите «пруто́т» («פרוטות»). Позже, в специальных выпусках, ошибка для ряда номиналов была исправлена.
В выпусках разных лет имелись монеты достоинством 1, 5, 10, 25, 50, 100 250 и 500 прут. При изготовлении использовались сплавы алюминия и магния, меди и никеля, а также других металлов. Они чеканились в Англии на монетном дворе города Бирмингема. Там же, на Имперском предприятии химической индустрии, на монеты наносили покрытие. Чеканились монеты и на Государственном монетном дворе в Тель-Авиве, в Утрехте на Королевском монетном дворе Нидерландов и даже на фабрике столовых приборов «Микса́ф» в городе Холоне.
| Внешние изображения         | Внешние изображения                                                            |
| --------------------------- | ------------------------------------------------------------------------------ |
| Монета достоинством 1 прута |                                                                                |
|                             | Прообраз для создания: монета времён правления Ирода Архелая (4—6 года н. э.). |
|                             | Монета 1949 (5709) года чеканки .                                              |

| Внешние изображения         | Внешние изображения                                                                          |
| --------------------------- | -------------------------------------------------------------------------------------------- |
| Монета достоинством 10 прут |                                                                                              |
|                             | Прообраз для создания: монета времён антиримского восстания Бар-Кохбы (132—135 годы н. э.) . |
|                             | Монета 1949 (5709) года чеканки .                                                            |

| Внешние изображения          | Внешние изображения                                                                 |
| ---------------------------- | ----------------------------------------------------------------------------------- |
| Монета достоинством 250 прут |                                                                                     |
|                              | Прообраз для создания: монета времён первого антиримского восстания (69 год н. э.). |
|                              | Монета 1949 (5709) года чеканки .                                                   |